# 6450 Масахікохаясі
6450 Масахікохаясі (6450 Masahikohayashi) — астероїд головного поясу, відкритий 9 квітня 1991 року.
Тіссеранів параметр щодо Юпітера — 3,390.